# Markus Thormeyer
Markus Thormeyer (Newmarket, 17 augustus 1997) is een Canadese zwemmer.

## Carrière
Bij zijn internationale debuut, op de Pan-Amerikaanse Spelen 2015 in Toronto, eindigde Thormeyer als zevende op de 100 meter rugslag en werd hij uitgeschakeld in de series van de 200 meter rugslag. Op de 4x100 meter vrije slag zwom hij samen met Karl Krug, Evan Van Moerkerke en Stafan Milosevic in de series, in de finale veroverden Krug en Van Moerkerke samen met Santo Condorelli en Yuri Kisil de zilveren medaille. Voor zijn aandeel in de series ontving Thormeyer eveneens de zilveren medaille.

## Internationale toernooien
| Jaar | Olympische Spelen | WK langebaan  | WK kortebaan | PanPacs | Gemenebestspelen | Pan-Ams                                                                                 |
| ---- | ----------------- | ------------- | ------------ | ------- | ---------------- | --------------------------------------------------------------------------------------- |
| 2015 |                   | geen deelname |              |         |                  | 7e 100m rugslag · 19e 200m rugslag · 4x100m vrije slag · Thormeyer zwom enkel de series |

## Persoonlijke records
Bijgewerkt tot en met 9 april 2016
Kortebaan
| Afstand         | Tijd    | Datum            | Plaats          |
| --------------- | ------- | ---------------- | --------------- |
| 50m vrije slag  | 22,75   | 14 december 2014 | Beaverton       |
| 100m vrije slag | 49,00   | 7 november 2015  | Vancouver       |
| 200m vrije slag | 1.50,51 | 14 februari 2014 | New Westminster |
| 50m rugslag     | 26,23   | 14 februari 2014 | New Westminster |
| 100m rugslag    | 53,74   | 14 december 2014 | Beaverton       |
| 200m rugslag    | 1.56,33 | 13 december 2014 | Beaverton       |

Langebaan
| Afstand         | Tijd    | Datum            | Plaats    |
| --------------- | ------- | ---------------- | --------- |
| 50m vrije slag  | 22,77   | 27 augustus 2015 | Singapore |
| 100m vrije slag | 49,38   | 5 april 2016     | Toronto   |
| 200m vrije slag | 1.48,17 | 5 april 2016     | Toronto   |
| 50m rugslag     | 26,43   | 17 juli 2014     | Saskatoon |
| 100m rugslag    | 54,59   | 6 april 2016     | Toronto   |
| 200m rugslag    | 2.00,41 | 9 april 2016     | Toronto   |